# ثعبان أعمى
ثعبان أعمى (الاسم العلمي Typhlopidae)، فصيلة ثعابين من الحرشفيات وتنتمي إلى فصيلة العليا الثعابين العمياء. يوجد معظمها في المناطق الاستوائية في أفريقيا وآسيا والأمريكتين وجميع البر الرئيسي لأستراليا والجزر المختلفة.